# Neidan

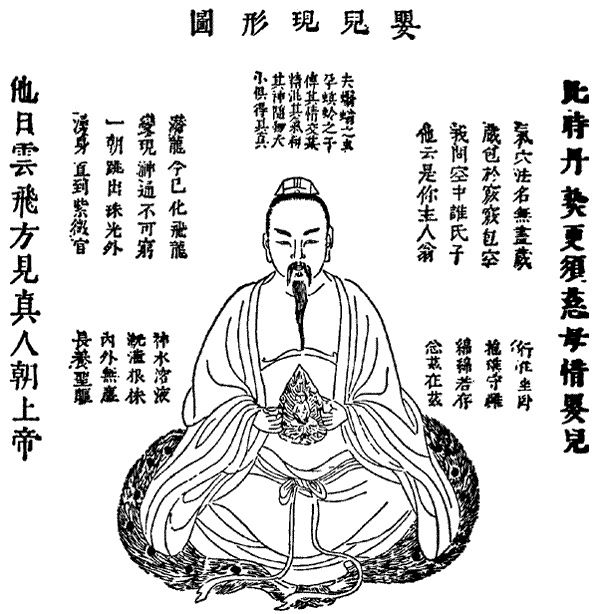
Desenvolupament de l'embrió còsmic, un dels processos de l'alquímia interna taoista

Neidan (en xinès simplificat: 內丹术; en xinès tradicional: 內丹術; en pinyin: nèidān shù), tècnica del cinabri intern o alquímia interna, designa una forma de meditació ascètica practicada pels taoistes, en particular per l'escola Quanzhen, mitjançant exercicis de tipus respiratori i mental. Tracta sobre els tres components essencials de la persona (les «tres joies», sanbao 三寶) que són l'essència (jing 精), la respiració bufa (qi 氣) i l'esperit (shen 神); d'aquesta manera s'aconsegueix una involució del procés natural que porta a la corrupció del cos i la mort, i en canvi, s'aconsegueix unir el Yin i Yang i adquirir la longevitat i la immortalitat.

## Origen i evolució
El taoisme que es desenvolupa durant l'imperi Han pren l'ideal de l'immortal, de l'ésser transcendent en els límits del temps i de l'espai. A la immortalitat s'arriba gràcies als exercicis corporals, un règim adaptat i, sobretot, a l'absorció de l'«elixir d'or» o jindan (金丹), produït per l'alquímia externa. A partir del segle iv, apareix un tipus de meditació que pretén afavorir la mutació corporal visualitzant les divinitats de les cinc vísceres (wuzhang shen 五臟神), practicada sobretot per l'escola Shangqing. A partir dels segles IX-X, apareixen noves tècniques de meditació que proposen produir l'elixir d'or o «elixir de retorn [a la unitat primordial]» huandan (還丹) a l'interior del mateix del cos a partir dels tres components essencials: l'essència (jing 精), la respiració bufa (qi 氣) i l'esperit (shen 神).
El terme neidan o «cinabri intern», apareix per primera vegada en les Tècniques respiratoris del mestre de l'espasa màgica (靈劍子•服氣訣) de Xu Xun (許遜) de la dinastia Jin oriental (265-420). El terme fou recuperat pel monjo budista Huiyuan. Durant la dinastia Sui, el sant taoista del mont Luofu, Su Yuanlang (蘇元朗), àlies Qingxiazi (青霞子), és el primer a afirmar que, per esdevenir immortal, l'exercici espiritual és tan important com l'ascesi física i l'absorció de l'elixir. Aquest principi, xingming shuangxiu (性命雙修), seria recuperat pel corrent neidan.
El principi del xingming shuangxiu es deslliga clarament del conjunt taoista entre la fi de les dinasties Song i Yuan. Cal destacar Zhang Boduan, consagrat per la tradició com a cap dels «alquimistes del Sud» (nanzong 南宗), i Wang Chongyang, fundador de l'escola Quanzhen, de vegades anomenada la «corrent alquímica del Nord» (beizong 北宗). Tots dos es consideren hereus dels alquimistes semi-llegendaris del període de la dinastia Tang i de les Cinc Dinasties: Zhang Guo, Zhongli Quan, Lü Dongbin, Liu Haichan. També cal citar Cui Xifan (崔希範), Sima Chengzhen (司馬承禎), Shi Jianwu (施肩吾) i Chen Tuan (陳摶). D'altra banda, Zhang Boduan es recolza en el [Zhouyi] cantongqi ([周易]參同契) atribuït a Wei Boyang (魏伯陽) dels Han orientals, el Yinfujing (陰符經), el Huangtingjing (黃庭經) –utilitzat pel corrent Shangqing– i, segurament, el Daodejing.
Les escoles d'alquímia interna es desenvolupen en un context d'una tendència en augment del sincretisme dels «Tres ensenyaments» de la Xina (taoisme, budisme i confucianisme) i ho reclamen obertament; i, en particular, l'escola Quanzhen. Encara que subsisteix la creença en la mutació corporal, la qual permet de superar els límits habituals de longevitat, es fa més èmfasi en les transformacions espirituals i la importància d'una conducta moral i virtuosa, segons el principi de xingming shuangxiu (性命雙修), l'aspiració més elevada. Al segles XVII i XVII, Wang Changyue, de la branca Longmen (龍門) de Quanzhen, arribarà a desaconsellar les pràctiques d'apartar les malalties i perllongar l'existència terrestre; atès que qui gaudeix indefinidament de la seva vida corporal esdevé, segons ell, un dimoni i no un immortal.
Fins al segle xi, l'alquímia interna ha quedat com un element important dins el taoisme i la seva principal representant és l'escola Quanzhen. Però ideologies concretes i opcions més independents sempre van existir. Sota els Yuan es pot citar a Chen Zhixu (陳致虛), Zhang Sanfeng –amb el que es relaciona la ideologia dels immortals i els mags (隱仙派)– i Li Daochun (李道純), representant de la ideologia del Centre (中派). Sota els Ming destaca Chen Qianxu (陸潛虛), del pensament Oriental (東派), i sota la dinastia Qing, Li Hanxu (李涵虛), de la línia de pensament Occidental (西派). Entre les dinasties Ming i Qing, cal citar a Wu Shouyang (伍守陽) i Liu Huayang (柳華陽) que creen la branca Wuliu (伍柳派) de Quanzhen. Altres personatges no han deixat traces històriques prou rellevants.

## Principi
Els detalls del tipus d'alquímia varien segons les branques. Impliquen sempre un treball sobre els components de la persona (l'essència, la respiració i l'esperit) per realitzar una involució (ni 逆) cap a l'estat primordial, en sentit contrari al de l'evolució espontània (shun 順) qui porta a la diferenciació i la mort de l'individu. Segons l'escola Quanzhen, es pot distingir de l'essència, la respiració i l'esperit una part original anterior (xiantian 先天), present en el moment del naixement i una part posterior produïda després del naixement (houtian 後天). Així, l'essència original és la que existia abans de la creació dels éssers i l'essència posterior està composta de fluids produïts en el moment de l'acte sexual. La respiració original està produïda pel foc intern del cos; la respiració posterior és aquella que l'univers ha absorbit en el moment de la respiració i necessita una acció sobre l'esperit per haver-lo absorbit de manera beneficiosa. L'esperit original és la sensatesa essencial i l'esperit posterior la intel·ligència del discerniment que permet l'aprenentatge. Els tres components han de retornar al seu estat original mitjançant l'ascesi i la meditació. Existeixen molts exercicis ascètics, i la darrera etapa és la del gran elixir de retorn (dahuandan 大還丹).

## Alguns textos
- Textos dels Song i dels Yuan
  - Wuzhenpian (悟真篇) de Zhang Boduan
  - Escrits de Wang Chongyang
  - Jindandayao (金丹大要) de Chen Zhixu (陳致虛)
  - Wuzhenshuci (無根樹詞), Dadaolun (大道論) i Xuanjizhijiang (玄機直講) atribuïts a Zhang Sanfeng
- Textos dels Tang i de les Cinc Dinasties
  - Zhonglüzhuan daoji (鐘呂傳道集) atribuït a 施肩吾
  - Taijitu (太極圖) i Wujutu (無極圖) atribuïts a Chen Tuan (陳摶)
  - Ruyaojing (入藥鏡) atribuït a Cui Xifan (崔希範)
  - Tianyinzi (天隱子) atribuït a Sima Chengzhen (司馬承禎])
  - Zuowanglun (坐忘論) atribuït a Li Quan (李筌)
  - Lingbaobifa (靈寶畢法), Huandange (還丹歌), Pomizhengdaoge (破迷正道歌) atribuïts a Zhongli Quan，
  - Jiuzhenyushu (九真玉書), Zhizhidadange (直指大丹歌), Zhixuanpian (指玄篇), Baiziming (百字銘) atribuïts a Lü Dongbin
- Textos dels Han i de l'antiguitat
  - [Zhouyi]cantongqi ([周易]參同契) atribuït a Wei Boyang
  - [Huangdi]yinfujing ([皇帝]陰符經), comentat per alquimistes Tang, com Zhang Guo, i segons alguns, un apòcrif datat en aquesta dinastia.
- Altres
  - Daodejing atribuïda a Laozi; aquesta obra ha estat utilitzada per tots els corrents taoistes.
  - Yijing: aquesta obra serveix de referència a molts corrents filosòfics o religiosos xinesos.
  - certs especialistes del neidan creuen que els romanços Viatge a l'Oest i La Investidura dels déus contenen ensenyaments amagats d'alquímia interna.